# Ярослав Святославич
Ярослав Святославич (в крещении Панкратий) (до 1073 — 1129) — князь Муромский и Черниговский. Младший сын киевского князя Святослава Ярославича и Оды, вероятно, дочери маркграфа Луитпольда Бабенберга, внук Ярослава Владимировича Мудрого. Основатель муромо-рязанской ветви Рюриковичей.

## Биография
Родился, скорее всего, в 1071 или 1072 году, и никак не позднее 1073, а брак между его родителями был заключен в 1070 или 1071 годах, поскольку на миниатюре в Изборнике Святослава Ярослав изображён уже не младенцем.

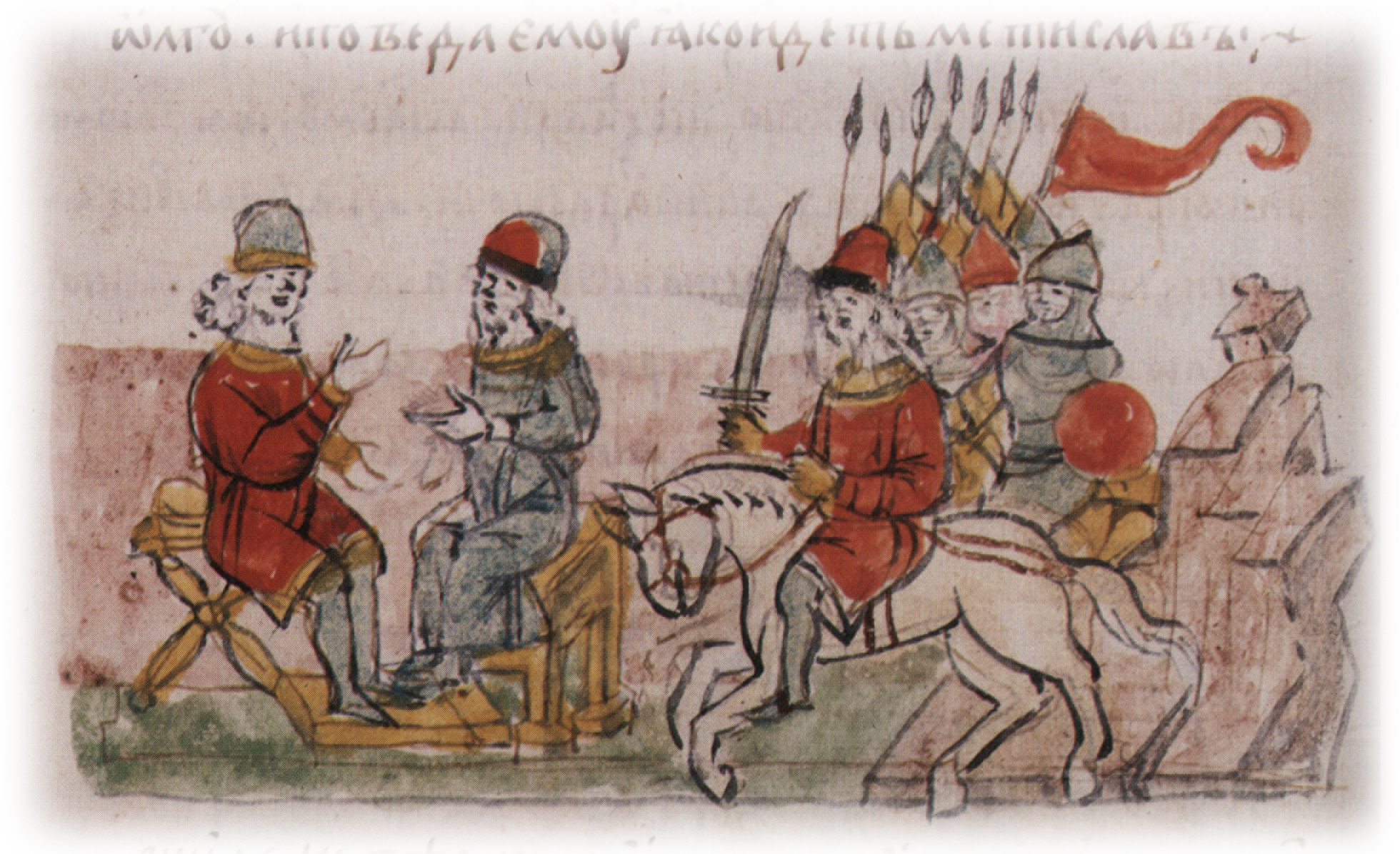
Предупреждение Ярославом брата Олега Гориславича о походе Мстислава I Великого

По некоторым сведениям, воспитывался в Германии, куда вынужден был бежать вместе с матерью после смерти отца. По легенде, Ода унаследовала от Святослава большие сокровища, но не смогла вывезти их все и большую часть спрятала. Позднее, вернувшись на Русь, Ярослав их нашёл.
Впервые появляется на страницах летописи в 1096 году в связи с участием в войне на востоке Руси (Муром, Рязань, Ростов, Суздаль) против Владимира Мономаха на стороне своего брата Олега. Святославичи были тогда разбиты на р. Колокше братьями Мстиславом Владимировичем и Вячеславом Владимировичем и половцами. После поражения Ярослав ушёл в Муром, с приходом под городом войск Мстислава заключил с ним мир.
В 1097 году, вместе с братьями Олегом и Давыдом участвовал в съезде князей в Любече, на котором Черниговское княжество было разделено на три удела. Чернигов достался Давыду Святославичу, Новгород-Северский Олегу Святославичу, а Муромо-Рязанское княжество, как самое дальнее и малозначительное, отошло к младшему брату — Ярославу.
1101 году Ярослав вместе с другими князьями участвовал в заключении мира с половцами в Золотче.

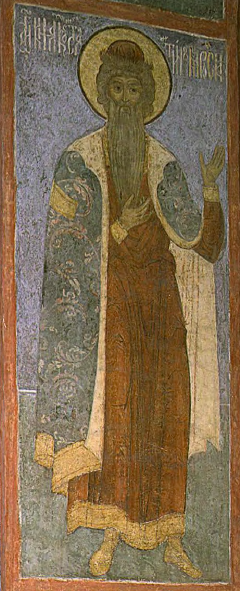
Ярослав Святославич Муромский - стенопись Архангельского собора

4 марта 1103 года потерпел поражение от мордвы. 

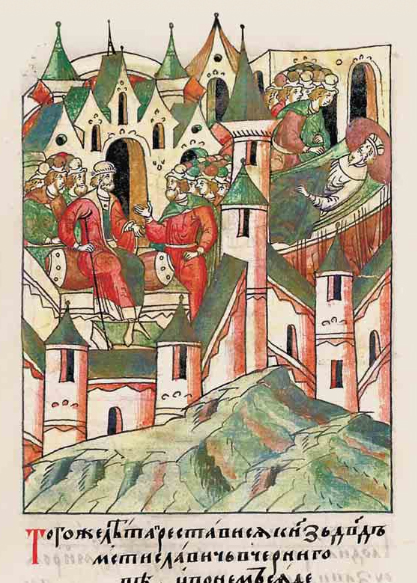
Ярослав Святославич становится черниговским князем после смерти Давыда Святославича

До смерти Давыда в 1123 году Ярослав владел Муромским княжеством, в которое входила в то время и Рязань. С переходом Ярослава из Мурома в Чернигов в 1123 году в Муроме сел Всеволод Давыдович.
В 1127 году Всеволод Ольгович выгнал Ярослава Святославича, своего дядю, из Чернигова, а дружину его посёк и ограбил. Князь киевский Мстислав Владимирович, объединившись с братом Ярополком Переяславским, пошёл на Всеволода (Мономаховичи пошли против Ольговичей), требуя, чтобы тот вернул Чернигов Ярославу. Всеволод же действовал более не оружием, а подарками, подкупая киевских бояр, чтобы они были ему заступниками перед великим князем, и так тянулось до самой зимы. Зимой Ярослав пришёл из Мурома в Киев и стал торопить Мстислава, моля его о помощи. Мстислав, ещё прежде обещавший защищать Ярославову вотчину и целовавший на том крест, совсем уже было собрался в поход, но тут игумен Андреева монастыря Григорий, всем известный, как человек праведный и честный, отговорил его. Мстислав помирился со Всеволодом, а Ярослава отослал в Муром, не вернув ему вотчину. Через два года Ярослав скончался. Погребён в Муроме.

## Брак и дети
Дети:
- Юрий (умер 1143) — князь Муромский 1129—1143.
- Святослав (умер 1145) — князь Рязанский 1129—1143, князь Муромский 1143—1145.
- Ростислав (умер 1153) — князь Пронский 1129—1143, Рязанский 1143—1145, Муромский 1145—1153.

## Константин Святославич

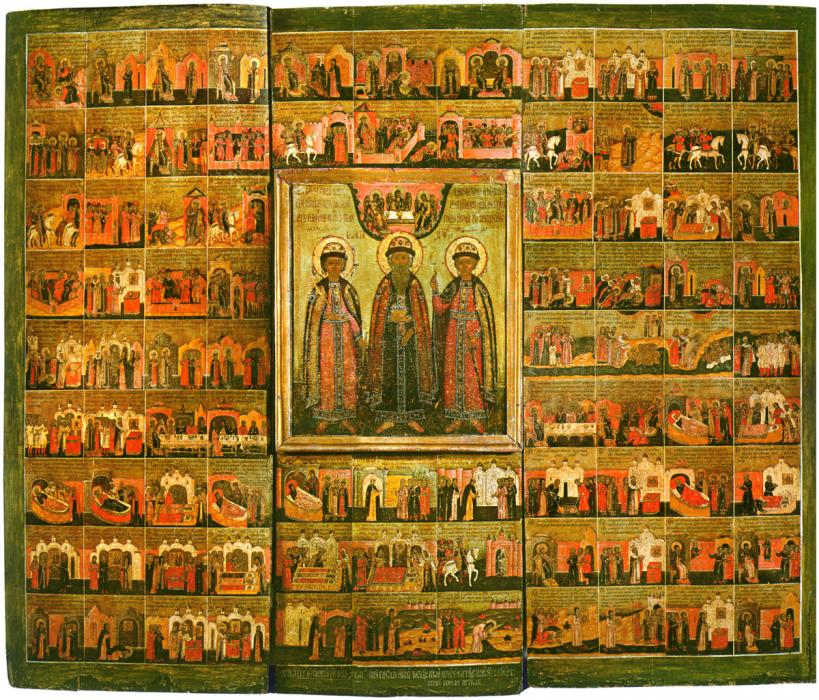
Икона крестителей Мурома — князя Константина и чад его Михаила и Феодора (иконописец Александр Казанцев)

С Ярославом Святославичем иногда отождествляется святой благоверный князь Константин Святославич Муромский. Константин Святославич известен по своему житию, написанному в XVI веке, и неизвестен по летописям. Согласно житию он окончательно обратил Муром в христианство и построил там церкви. Время жизни этого князя установить достаточно сложно. Кроме отождествления его с Ярославом Святославичем существуют и другие версии, так, О. Рапов полагал его сыном Святослава Древлянского.
Известно имя жены Константина — Ирина (упоминается только в «Житии» её мужа, а также изображена в некоторых житийных иконах. Погребена в Муромском Благовещенском соборе. Является местночтимой муромской святой). Из «Жития» также известны их дети:
- Михаил Константинович — почитается общероссийским святым; погиб в Муроме в малолетстве от рук язычников[9].
- Феодор Константинович — почитается общероссийским святым, наследовал муромский престол после кончины своего отца; иногда отождествляется с Юрием Ярославичем.

Память Константина Муромского празднуется 21 мая/3 июня. Канонизирован вместе с сыновьями Макарьевским собором в 1547 году.

Вскрытие мощей святых Константина, Михаила и Фёдора в соборе Благовещенского мужского монастыря. Муром, 1919 год
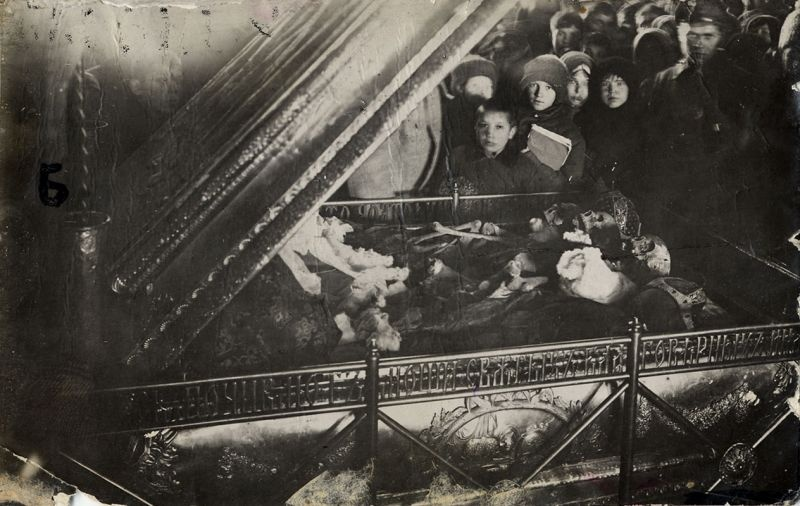
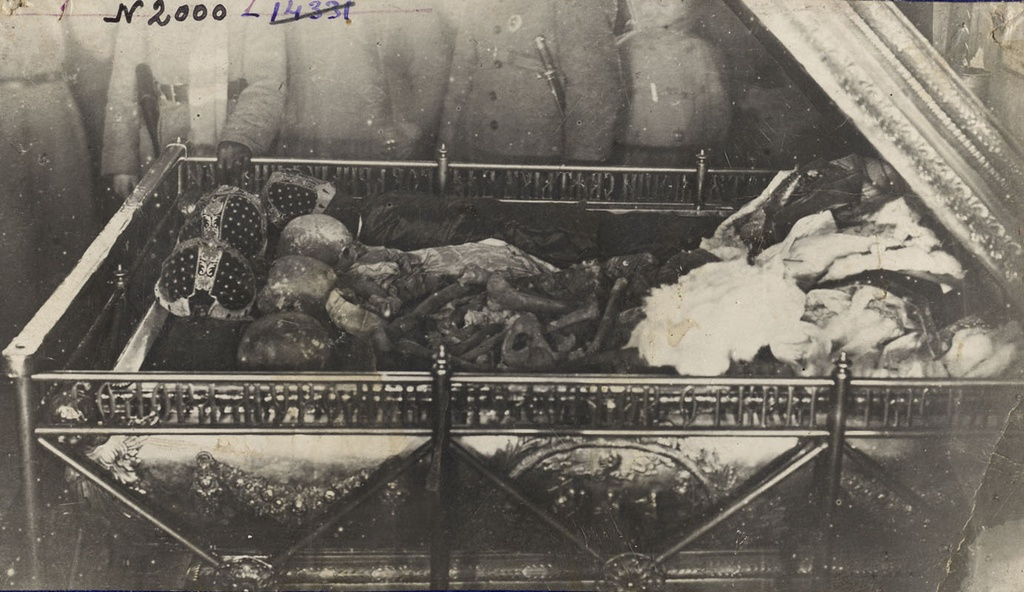
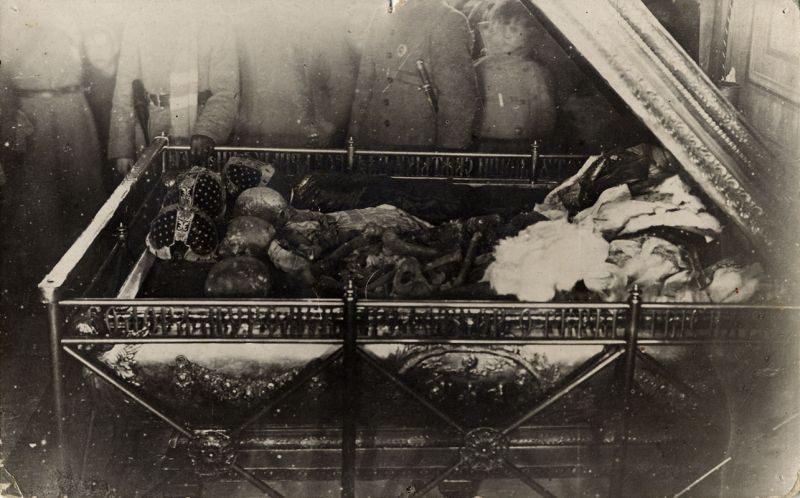
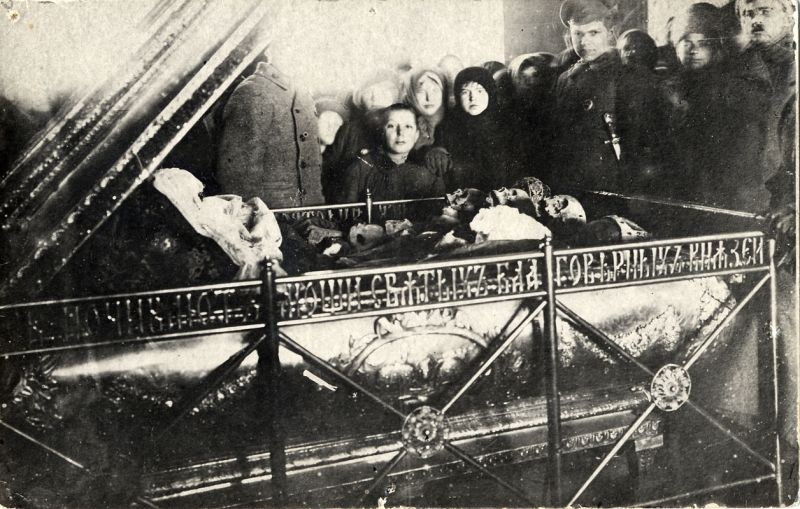
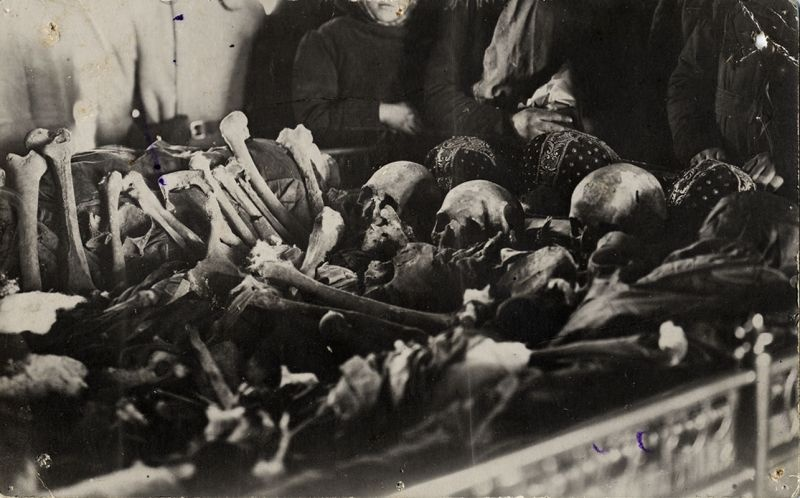
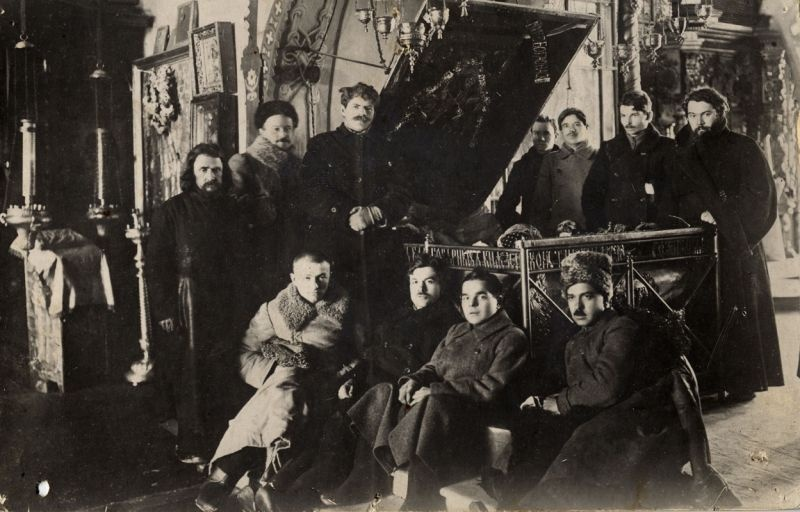